# Pedro Marques (homme politique)
Pour le compositeur, voir Pedro Marqués.
Pour les articles homonymes, voir Marques (homonymie).
Pedro Manuel Dias de Jesus Marques, né le 1er août 1976 à Lisbonne, est un économiste et homme politique portugais, membre du Parti socialiste (PS).

## Biographie

### Formation et vie professionnelle
Il a une licence et une maîtrise en économie.

### Engagement politique
Il est nommé secrétaire d'État à la Sécurité sociale en 2005, à la formation du premier gouvernement du socialiste José Sócrates. Après avoir été élu député du district de Setúbal à l'Assemblée de la République en 2009, il est reconduit dans ses fonctions exécutives.
Aux législatives de 2011, il postule dans le district de Portalegre et conserve son mandat parlementaire. Vice-président du groupe parlementaire socialiste, il démissionne de l'Assemblée en octobre 2014.
Le 26 novembre 2015, Pedro Marques est nommé ministre de la Planification et des Infrastructures dans le gouvernement minoritaire du socialiste António Costa.
En 2019, il est élu député européen et siège au groupe de l'Alliance progressiste des socialistes et démocrates (S&D) dont il est vice-président de 2021 à 2024. 